# Kailash Satyarthi
Kailash Satyarthi (Vidisha, Madhya Pradesh, 11 de gener de 1954) és un activista indi a favor dels drets dels nens i guanyador del Premi Nobel de la Pau. Va fundar la Bachpan Bachao Andolan - o Save the Childhood Movement — el 1980, i ha actuat per protegir els drets de prop de 80.000 infants.
Va ser guardonat amb el Premi Nobel de la Pau el 2014, juntament amb la paquistanesa Malala Yousafzai, «per la seva lluita contra la supressió dels nens i la gent jove i pel dret de tots els infants a l'educació».

## Biografia
Kailash Satyarthi va néixer l'11 de gener de 1954 a Vidisha, a l'estat de Madhya Pradesh, en una família d'una casta privilegiada. Tot i aquest fet, des de molt petit no entenia per què els fills de les castes inferiors no anaven a escola i havien de treballar. Quan tenia dotze anys, va organitzar un grup d'alumnes de la seva escola per recollir llibres vells i repartir-los entre els companys menys afortunats, que no podien comprar-los. Al final en van aconseguir 2.000, creant un banc de llibres.
Va estudiar enginyeria elèctrica al Samrat Ashok Technological Institute de la seva ciutat natal, i després va fer estudis de postgrau en enginyeria d'alt voltatge. Posteriorment va ser professor a una universitat de Bhopal durant uns anys.
El 1980 va deixar l'ensenyament quan va esdevenir secretari general del Bonded Labor Liberation Front, a més de fundar la Bachpan Bachao Andolan (Missió Salvem la infantesa) aquell mateix any. També es va involucrar amb la Global March Against Child Labor i el seu òrgan de promoció internacional, l'International Center on Child Labor and Education (ICCLE), el qual és una coalició mundial d'ONG, professors i sindicats, i també en la Campanya Global per l'Educació.
També va establir el Rugmark (ara conegut com a Goodweave), el primer sistema d'etiquetatge voluntari per monitorar i certificar la manufactura de catifes sense l'ús de mà d'obra infantil del sud de l'Àsia. Aquesta organització va realitzar una campanya a Europa i als Estats Units des de la fi dècada de 1980 i a l'inici dels '90, en un intent de sensibilitzar als consumidors de la responsabilitat de les grans corporacions globals respecte al consum i el comerç socialment responsable.
Satyarthi sempre ha destacat que el treball infantil és una qüestió de drets humans, així com una qüestió de benestar i de causa benèfica. Ha remarcat que perpetua la pobresa, la desocupació, l'analfabetisme, l'envelliment de la població i d'altres problemes socials, essent la seva opinió defensada per molts estudis diferents. També ha tingut un paper destacat en la vinculació del moviment contra el treball infantil amb els esforços per aconseguir una «Educació per Tots». Ha estat membre del cos de la UNESCO establert per examinar aquest problema, i ha col·laborat en la Iniciativa Via Ràpida (ara coneguda com a Global Partnership for Education).
Satyarthi forma part de i col·labora amb diverses organitzacions internacionals com ara el Center for Victims of Torture (EUA), l'International Labor Rights Fund (EUA) i la International Cocoa Foundation. Actualment treballa per aconseguir situar el treball infantil i l'esclavisme en l'agenda de desenvolupament post-2015 del programa Millenium Development Goals de les Nacions Unides.
Satyarthi, juntament amb l'activista paquistanesa Malala Yousafzai, va ser guardonat amb el Premi Nobel de la Pau de 2014 "per la seva lluita contra la supressió dels infants i els joves i pel dret de tots els nens i nenes a l'educació". És el setè indi en guanyar un Premi Nobel, i només el segon en aconseguir el Premi Nobel de la Pau, després de Teresa de Calcuta, guanyadora l'any 1979.

## Premis i reconeixements
Satyarthi ha estat objecte de molts documentals i programes de televisió, entrevistes i d'altres reconeixements. A més, ha estat guardonat amb els següents premis internacionals:
- 2014: Premi Nobel de la Pau[1]
- 2009: Defenders of Democracy Award (EUA)[26]
- 2008: Premi Internacional Alfonso Comín (Catalunya)[27]
- 2007: Medalla del Senat Italià (2007)[28]
- 2007: reconegut en la llista dels "Herois actuant per la Fi de l'Esclavitud actual" pel Departament d'Estat dels EUA[29]
- 2006: Medalla de la Llibertat (EUA)[30]
- 2002: Wallenberg Medal, atorgada per la Universitat de Michigan[31]
- 1999: Premi Friedrich Ebert Stiftung (Alemanya)[32]
- 1998: Premi Bandera Daurada (Països Baixos)[33]
- 1995: Premi dels Drets Humans Robert F. Kennedy (EUA)[34]
- 1995: The Trumpeter Award (EUA)[35]
- 1994: Premi Internacional Aachener de la Pau (Alemanya)[36][37]
- 1993: Elegit Company Ashoka (EUA)[38]